# Dosithée de Gaza
Pour les articles homonymes, voir Dosithée.
Dosithée de Gaza (Ϫοσίθεος, VIe siècle) est un moine ayant vécu au Proche-Orient et en Palestine. Disciple à Gaza du moine Séridos puis de saint Barsanuphe et de Jean l'Ancien de Gaza, il est mis au nombre des saints et célébré le 13 août aussi bien par l'Église catholique que par l'Église orthodoxe.
Il est possible que Dosithée soit un autre nom de Dorothée de Gaza, plutôt que son disciple[réf. nécessaire].

## Étymologie
Étymologie grecque Dosis = Don, Théos = Dieu — c'est-à-dire le « don de Dieu » donc l'équivalent en étymologie grecque du latin Dieudonné.

## Histoire et tradition
Cette histoire est décrite par Dorothée de Gaza et il est possible que ce soit en fait son autobiographie et que le personnage de Dosithée et de Dorothée soient donc confondus.
Un jour que saint Dorothée était responsable de l'infirmerie du monastère, le moine-abbé (abba) Séridos lui présenta un adolescent en uniforme militaire, c'était le futur Dosithée. Il avait un aspect gracieux et délicat qui tranchait avec l'apparence rude des moines de ce désert de Palestine. C'était le page d'un général influent et il avait vécu jusqu'à ce jour dans l'insouciance, le luxe et l'oubli de Dieu.
Sa conversion avait eu lieu après avoir visité la Ville sainte que des soldats lui avaient décrite. Et c'est à Gethsémani, au sépulcre de Marie, qu'il fut saisi de componction et qu'un profond désir de repentir s'empara de son âme. Il se mit donc ensuite sous la direction spirituelle de saint Dorothée de Gaza et soigna les malades de l'infirmerie.
Il mourut de maladie cinq ans après.